# Округ Хамилтон (Флорида)
Хамилтон (енгл. Hamilton County) је округ у америчкој савезној држави Флорида. По попису из 2010. године број становника је 14.799.

## Демографија
Према попису становништва из 2010. у округу је живело 14.799 становника, што је 1.472 (11,0%) становника више него 2000. године.
| Група             | 2000.         | 2010.         |
| Белци             | 7.336 (55,0%) | 8.124 (54,9%) |
| Афроамериканци    | 5.027 (37,7%) | 5.102 (34,5%) |
| Азијати           | 26 (0,2%)     | 76 (0,5%)     |
| Хиспаноамериканци | 847 (6,4%)    | 1.306 (8,8%)  |
| Укупно            | 13.327        | 14.799        |